# Lou Bertot-Marissal
Pour les articles homonymes, voir Bertot et Marissal.
Lou Bertot-Marissal est une décoratrice, illustratrice et enseignante à l'École nationale supérieure d'architecture et des arts visuels de La Cambre à Bruxelles,. De nationalité belge, elle est née le 22 décembre 1915 à Paris 6e (116, rue d’Assas) et est morte à Bruxelles en 2003,.

## Biographie
De son nom complet Marie-Louise Lucy Hélène Valentine Victorine Marissal, Lou Bertot était la fille de François Marissal et de Nelly Bastin. Lou Bertot était une artiste, graphiste, décoratrice d’intérieur. Elle vécut avec sa mère dans une ambiance artistique, ce qui influença son parcours de vie. Son grand-père Valentin Bastin était également architecte à Tournai. Elle vécut une grande partie de sa vie à Bruxelles, Rue de la Primevère à Uccle et Chaussée de Vleurgat à Ixelles. Elle épousa un avocat, Alfred Jacques Bertot.

### Etudes
Lou Bertot-Marissal suivie deux années d’études à l’École Sainte-Marie, rue Émile Féron, afin de préparer son entrée à l'Institut Supérieur des Arts Visuels de La Cambre. Durant ces années de préparations, elle apprit l’art décoratif ; la tapisserie, la broderie, l’artisanat, le dessin, la publicité et la stylisation. Jacques Félix, enseignant également à La Cambre, y sera son professeur.  À partir de 1934, elle étudie le design publicitaire à La Cambre. Elle y reçoit l’enseignement de Joris Minne, entre autres. Pendant ses études à La Cambre, Lou Bertot travaille à la conception d’affiches stylisées. La première affiche exposée de Lou Bertot-Marissal  sera à l’occasion de l’exposition de Keuken en Kelder en 1936, qui eut lieu dans le cadre des semaines de propagande d’Anvers. Le dessin de Lou Bertot sera sélectionné et récompensé de 500 francs. Peu de temps après, plusieurs de ses œuvres seront choisies comme images publicitaires lors une exposition à Anvers visant à promouvoir les diamants. Sous la direction de leur professeur Joris Minne, Lou Bertot et ses camarades de classe avaient préalablement visité une usine de diamants à Anvers afin de trouver l’inspiration. Lou Bertot sera à nouveau récompensé de 500 francs et son œuvre se verra distribuée dans un tirage de plus de 2000 exemplaires. En juin 1936, elle obtient son diplôme section « Publicité-Etalage » avec mention honorifique, en même temps qu'Andreas Delbare, Freddy Conrad, André Brocorens et Marcel Morre. Elle confia plus tard, lors d’une interview, qu’elle avait choisi La Cambre d’Henry Van de Velde pour sa réputation d’école originale, avant-gardiste et anti-conventionnelle, comparable au Bauhaus. Elle ajoutera que l’enseignement n’y étant pas académique, on y retrouvait une grande liberté et beaucoup de dialogues et d’échanges. 

### Carrière
Pendant la guerre, son ancien professeur Joris Minne, vient solliciter Lou Bertot-Marissal pour qu'elle devienne enseignante à son tour. Après quoi, du 1er octobre 1943 au 30 juin 1981, Lou Bertot-Marissal enseigna à l'Institut Supérieur des Arts Visuels de La Cambre de Bruxelles. Elle y sera d’abord assistante des cours artistiques et de publicité, puis responsable des cours « travaux dans les 3 dimensions » et « Art de la publicité et de l’étalage ». 
Elle devint décoratrice en 1957 et collaborera quelques années avec l'architecte Jacques Dupuis,,. Elle confia plus tard qu'ils « avaient les mêmes idées ». Ensemble, ils participèrent à l’  « Expo 58 ». 
Au cours de sa carrière, elle réalisa des affiches, mais elle se fit surtout connaître grâce à ses constructions et à ses décorations de stands. Lors de l’exposition universelle de 1939 à New York, elle conçoit trois stands pour le pavillon belge contenant une collection de jouets de l’usine Torck pour laquelle elle travaillait à l’époque,. Elle participa également aux côtés de Brocorens, Wellekens et Schell à l’exposition tripartie Liège-Milano-Paris de 1947, qui suscitera de nombreuses réactions. Lors de l’exposition de Bruxelles de  1958, elle construisit huit pavillons, dont « La Maison électrique » avec la collaboration de l’architecte Jaques Dupuis. Cette œuvre lui sera récompensée d’une médaille d’or. La Fédération du Tourisme de la Province du Hainaut lui consacra également une importante exposition à Mons, rassemblant quelqu'une de ses œuvres ; peintures, collages et photographies. 
Lou Bertot fut admise à la pension le 30 juin 1981. Elle garda contact avec l’École et continua à faire partie du jury des examens des élèves. Elle inscrivit plus tard sa fille à La Cambre.